# Ixtab

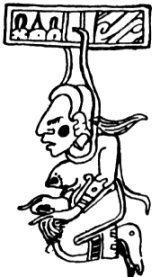
Ixtab, en illustration från Codex Desdensis

Ixtab var en gudinna ur Mayareligionen. Hon var en så kallad psykopomp, en övernaturlig entitet, som ledsagar nyligen döda till tillvaron-efter-detta via Xibalba, den mayanska underjordens nio olika nivåer.
Ixtab har uppgetts vara gudinnan för självmord genom hängning, och agerade ledsagare för själarna efter dessa självmordsoffer till paradiset. 
Det har dock diskuterats om detta var ett missförstånd av spanska missionärer, och att hennes snara istället symboliserar en jaktsnara, och att hon i själva verket var jaktens gudinna. 